# Spermophora pembai
Spermophora pembai is een spinnensoort uit de familie trilspinnen (Pholcidae). De soort komt voor in Zuid-Afrika. 